# Great Lakes Storm of 1913
Der Great Lakes Storm of 1913, von Zeitgenossen auch als Big Blow, Freshwater Fury oder White Hurricane bezeichnet, war ein Blizzard, der vom 7. bis 9. November 1913 mit Windgeschwindigkeiten in Orkanstärke über das Gebiet der Großen Seen im Mittleren Westen der Vereinigten Staaten und der kanadischen Provinz Ontario strich. Am intensivsten war der Sturm am 9. November, an dem er Schiffe auf vier der fünf Großen Seen, insbesondere auf dem Huronsee in Seenot und zum Kentern brachte. Trügerische Schwachwindphasen während des Sturms und die Langsamkeit bei der Übermittlung von Wetterberichten trugen zu den zerstörerischen Auswirkungen des Sturms bei.
Diese Naturkatastrophe war die folgenschwerste, die das Gebiet der Großen Seen heimgesucht hatte; mehr als 250 Personen starben durch die Auswirkungen des Sturmes und 19 Schiffe wurden zerstört, weitere 19 liefen auf Grund. Der finanzielle Schaden durch die gesunkenen Schiffe belief sich auf fast 5 Millionen US-Dollar (in heutigen Preisen rund 141 Millionen US-Dollar). Darin schlug die vernichtete Fracht mit rund einer Million US-Dollar zu Buch, insgesamt rund 68.300 Tonnen Kohle, Eisenerz und Getreide.
Der Sturm hatte seinen Ursprung in der Konvergenz zweier ausgeprägter Sturmfronten, die von dem relativ warmen Wasser der Großen Seen erzeugt wurden. Diesen Vorgang bezeichnet man in der Region als November gale, also als „Novembersturm“. Der Sturm erreichte Windgeschwindigkeiten von 145 km/h und erzeugte Wellen mit einer Höhe von mehr als 11 m sowie in Schneeböen schlechte Sichtbedingungen durch Whiteout. Die Analyse des Sturms und seiner Auswirkungen auf Menschen, Ingenieurwerke und die Landschaft führten zu besseren Vorhersagen und schnellere Reaktionen auf Sturmwarnungen, stärkere Konstruktionsweise (insbesondere von Seeschiffen) und erhöhte allgemein den Vorkehrungsgrad gegenüber solchen Ereignissen.

## Hintergrund
Im Herbst konvergiert kalte, trockene Luft, die vom nördlichen Kanada nach Süden strömt, mit warmer, feuchter Luft, die aus dem Golf von Mexiko nordwärts gelangt, wodurch in der Mitte des nordamerikanischen Subkontinents ausgedehnte Sturmsysteme entstehen. Mehrere dieser Systeme ziehen vorzugsweise in Richtung der Großen Seen. Wenn die Kaltluft aus diesen Stürmen über die Seen gelangt, wird diese vom Wasser darunter angewärmt. Diese zusätzliche Wärme verzögert in der Region das Vordringen arktischer Luft nach Süden, sodass die Seen viel länger relativ warm bleiben, als es sonst der Fall wäre.
Im November treffen über den Großen Seen oft zwei Sturmsysteme zusammen. Eines wandert aus der kanadischen Provinz Alberta nach Südosten; das andere bringt Stürme von der Leeseite der zentralen Rocky Mountains nach Nordosten in Richtung der Großen Seen. Eine solche Konvergenz wird allgemein als November gale oder November witch bezeichnet. Wenn ein zyklonales System über die Seen zieht, wird deren Kraft durch den Jet Stream darüber und das warme Wasser darunter intensiviert. Dies erlaubt den Stürmen Winde in Orkanstärke zu bilden, mit Windgeschwindigkeiten von bis zu 160 km/h und Wellen mit einer Höhe von über 15 m. Im Zusammenhang mit solchen Stürmen kommt es zu hohen Niederschlagsmengen in Regen oder Schnee. Durch das warme Seewasser angetrieben, können sich solche Stürme mehrere Tage über den Großen Seen halten. Intensive Winde fegen dann über die Seen und die umliegenden Ufer, erodieren die Uferlinien und führen zur Überschwemmung des Ufers.
Solche Novemberstürme sind eine Gefahr auf den Großen Seen, mindestens 25 solcher schweren Stürme haben die Region seit 1847 getroffen. Während der sogenannten Big Blow of 1905 gingen 27 aus Holz gebaute Schiffe verloren. 1975 ging in einem Novembersturm der Eisenerz-Frachter SS Edmund Fitzgerald unter, ohne dass ein Notrufsignal gesendet wurde.

## Vor dem Sturm

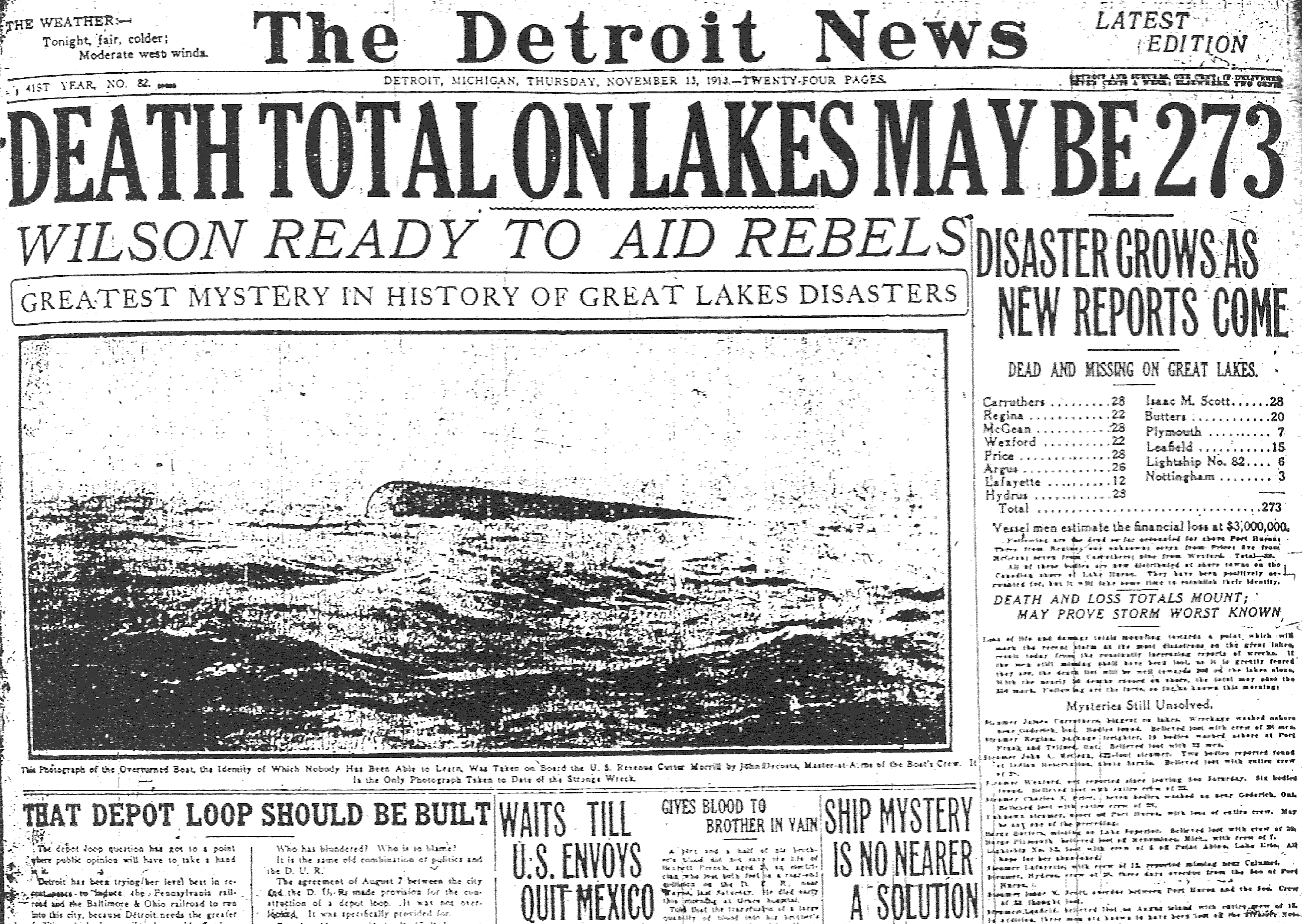
The Detroit News, 13. November 1913, Seite 1

Der Sturm wurde erstmals am Donnerstag, dem 6. November auf der Westseite des Oberen Sees beobachtet. Er bewegte sich rasch in Richtung des nördlichen Abschnitts des Michigansees. Die Wettervorhersage in The Detroit News kündigte „mäßigen bis frischen“ Wind für die Großen Seen an, an den oberen Seen, mit Ausnahme des südlichen Huronsees mit gelegentlichen Regenfällen Donnerstagnacht und am Freitag. Für die unteren Seen waren günstige bis unruhige Bedingungen vorausgesagt.
Gegen Mitternacht geriet das Dampfschiff Cornell, etwa 80 km westlich von Whitefish Point im Oberen See plötzlich in Nordsturm und wurde stark beschädigt. Dieser Sturm dauerte bis Montagabend, dem 10. November und blies die Cornell fast aufs Ufer.

## Verlauf des Sturms

### 7. November

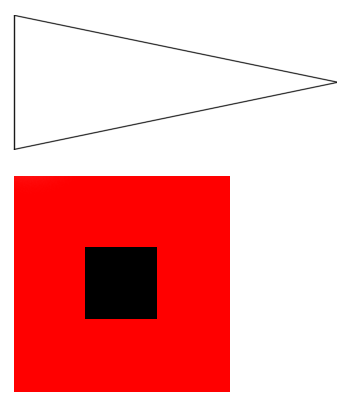
Sturmwarnung mit nordwestlichen Winden

Am Freitag beschrieb der Wetterbericht im Port Huron Times-Herald aus Port Huron, Michigan den Sturm als „mäßig stark“. Zu dem Zeitpunkt lag das Zentrum des Sturmsystems über dem oberen Mississippi Valley und hatte mäßige bis frische Südwinde mit wärmerem Wetter über das Gebiet der Großen Seen gebracht. Die Vorhersage ging von zunehmenden Windstärken und fallenden Temperaturen innerhalb der folgenden 24 Stunden aus.
Um 10:00 Uhr zogen die Basen der United States Coast Guard und die Wetterstationen des United States Department of Agriculture (USDA) am Oberen See weiße Wimpel über quadratischen roten Flaggen mit schwarzen Zentrum auf und zeigten damit eine Sturmwarnung mit nordwestlichen Winden an. Am späten Nachmittag wurde dieses Signal durch eine vertikale Sequenz von roten, weißen und roten Laternen ersetzt, was einen Orkan mit Windgeschwindigkeiten von mehr als 118 km/h ankündigte. Der Wind auf dem Oberen See hatte bereits 80 km/h erreicht, und ein begleitender Blizzard bewegte sich auf den Huronsee zu.

### 8. November
Am Samstag wurde der Status des Sturmes erhöht; er wurde nun als „Unwetter“ eingestuft. Das Sturmzentrum befand sich über dem östlichen Oberen See, dessen Einzugsgebiet er vollständig bedeckte. Der Wetterbericht des Port Huron Times-Herald stellte fest, dass die südlichen Winde „mäßig bis frisch“ geblieben waren. Nordwestliche Winde hatten auf dem nördlichen Michigansee und westlichen Oberen See Orkanstärke erreicht, in Duluth wurden Windgeschwindigkeiten von bis zu 60 Meilen pro Stunde (97 km/h) gemessen.
Am Vormittag dieses Tages las Milton Smith, der stellvertretende Maschinist des Frachters Charles S. Price in Cleveland, Ohio den Wetterbericht und entschied sich, die Crew nicht auf ihrer bevorstehenden Fahrt zu begleiten. Smith, der bereits einige Tage Unruhe gefühlt hatte, versuchte auch seinen Freund und Nachbarn Arz McIntosh, den Steuermann des Schiffes, zu überreden, nicht mit dem Schiff auszufahren, doch McIntosh entschied sich aus finanziellen Gründen für die Reise. Anstelle von Smith wurde ein anderer Maschinist angeheuert, bevor die Charles S. Price von Ashtabula auslief.
Eine zwischenzeitliches Abflauen des Sturmes erlaubte die Wiederaufnahme des Verkehrs, sowohl abwärts auf dem St. Marys River als auch aufwärts auf dem Eriesee sowie auf Detroit und St. Clair River in Richtung Huronsee. Das Sturmsignal wurde an mehr als einhundert Häfen aufgezogen, wurde jedoch von vielen Schiffskapitänen ignoriert. Große-Seen-Schiffe verkehrten den ganzen Tag über auf dem St. Marys River, durch die Straits of Mackinac noch durch die Nacht hindurch und auf Detroit River und St. Clair River noch am frühen Sonntagmorgen.

### 9. November

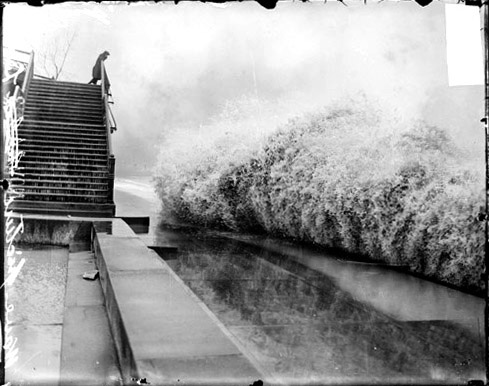
Eine Welle bricht sich am Ufer des Michigansees, ein Mann schaut von einer Brücke aus zu.

Am Sonntag gegen Mittag waren die Bedingungen auf dem unteren Huronsee im Vergleich zu anderen Novemberstürmen fast normal. Der Luftdruck stieg in manchen Gebieten, sodass Hoffnung auf ein baldiges Ende des Sturmes aufkam. Das Tiefdruckgebiet, das über den Oberen See gezogen war, wanderte nach Nordosten, von den Seen weg.
Das Weather Bureau hatte gegen 8:00 Uhr morgens den ersten der zweimal täglich erstellten Berichte ausgegeben; der nächste Wetterbericht würde erst um 20:00 Uhr nach Washington, D.C. gekabelt werden. Dies stellte sich als ernstes Problem heraus, da der Sturm den größten Teil des Tages zur Verfügung hatte, um sich aufzubauen, bevor die Zentrale des Weather Bureaus in Washington, D.C. genauere Informationen über den Sturm erhalten würde.
Entlang des südöstlichen Eriesees, in der Nähe von Erie, Pennsylvania bewegte sich jedoch ein südlicheres Tiefdruckgebiet auf den See zu. Dieses hatte sich über Nacht entwickelt und war somit auf den Wetterkarten vom Freitag noch nicht verzeichnet. Es zog nordwärts und schlug eine nordwestliche Zugbahn ein, nachdem es über Washington, D.C hinweggezogen war.
Die intensive, gegen den Uhrzeigersinn gerichtete Rotation des Tiefdruckgebietes wird deutlich aus den sich ändernden Windrichtungen in der Umgebung seines Zentrum. In Buffalo, New York hatte der morgendliche Nordwestwind gegen Mittag auf Nordosten gedreht, und gegen 17:00 kam der Wind aus Südosten, wobei die stärksten Böen mit 130 km/h zwischen 13:00 und 14:00 Uhr auftraten. Etwa 290 km weiter südwestlich, in Cleveland, Ohio, behielt der Sturm seine nordwestliche Richtung den Tag über bei und drehte gegen 17:00 Uhr auf West und erreichte durchweg Windgeschwindigkeiten von mehr als 80 km/h. Die stärkste Bö in Cleveland mit 127 km/h wurde um 16:40 gemessen. Es gab in Buffalo einen deutlichen Rückgang des Barometerdruckes, von 999,7 mbar um 8:00 Uhr morgens auf 974,3 mbar um 20:00 Uhr.
Das rotierende Tiefdruckgebiet setzte seine nordwärts gerichtete Wanderung bis in den Abend hinein fort und machte so die entgegen dem Uhrzeigersinn strömenden Winde gleichphasig mit dem Nordwestwind, der bereits auf dem Oberen See und dem Huronsee blies. Dies führte zu einer enormen Zunahme der nördlichen Windgeschwindigkeiten und des herumwirbelnden Schnees, und Schiffe auf dem Huronsee südlich von Alpena – insbesondere die in der Gegend um Harbor Beach und Port Huron in Michigan sowie Goderich und Sarnia – wurden von hohen südwärts in Richtung St. Clair River gehenden Wellen getroffen.
Zwischen 20:00 Uhr und Mitternacht wurde der Sturm zu dem, was moderne Meteorologen eine „weather bomb“ nennen, eine explosive Zyklogenese, das heißt, der Luftdruck sinkt innerhalb von 24 Stunden um mehr als 24 hPa (mbar). Andauernde Orkanwinde mit einer Geschwindigkeit von mehr als 110 km/h wühlten die vier westlichen Seen auf. Der größte Schaden entstand am Huronsee, an dessen südlichem Ende sich zahlreiche Schiffe um Zuflucht balgten. Böen von mehr als 140 km/h wurden vor Harbor Beach, Michigan gemeldet. Die Form des Sees erlaubte es nördlichen Winden, sich ungehindert zu verstärken, weil die Reibung über Wasser wesentlich geringer ist als über Land und der Wind entlang der langen Achse des Sees verlief.
Zurückschauend betrachtet, hatten die Meteorologen damals nicht genügend Daten oder Kenntnisse über die atmosphärische Dynamik, um die Ereignisse vom Sonntag, dem 9. November vorherzusagen oder zu begreifen. Frontale Mechanismen, die in den damaligen Wetterberichten als Gewitterlinien bezeichnet worden sind, wurden noch nicht verstanden. Die Oberflächenbeobachtungen wurden an den Stationen des Landes nur zweimal täglich festgestellt, und bis diese Daten gesammelt und in handgezeichnete Karten eingetragen waren, hinkten diese Informationen den aktuellen Wetterbedingungen um Stunden hinterher.

### 10. und 11. November

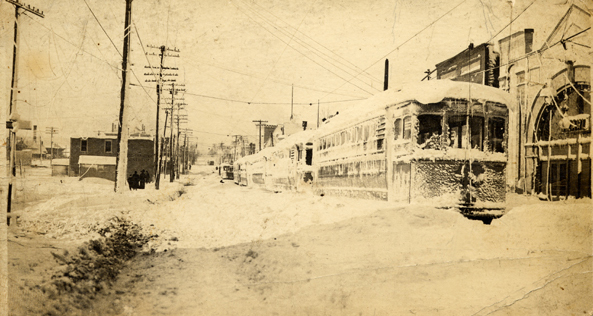
In Cleveland im Schnee steckengebliebene Straßenbahn

Am Montagmorgen war der Sturm bis nordöstlich von London, Ontario gewandert und zog in seinem Bann Lake-effect-Blizzarde mit sich. An diesem Tag fielen in Cleveland, Ohio 43 cm Neuschnee, und der Wind türmte zwei Meter hohe Schneeverwehungen auf. Die Fahrer von Straßenbahnen in Cleveland blieben zwei Tage mit ihren stromlosen Fahrzeugen liegen und waren auf die Versorgung durch Anwohner angewiesen. Reisende mussten sich Unterkunft suchen und auf ein Aufklaren des Wetters warten.
Am Dienstag zog der Sturm schließlich rasch über den Osten Kanadas. Ohne das warme Wasser der Großen Seen als Antrieb verlor der Sturm rasch an Kraft. Dies bedeutete auch ein Nachlassen des Schneefalls, sowohl durch die höhere Zuggeschwindigkeit, als auch durch den Wegfall des Lake-effect snow. Der Schiffsverkehr kam am Montag und teilweise am Dienstag am Sankt-Lorenz-Strom in der Umgebung von Montreal, Québec jedoch zum Erliegen.

## Folgen

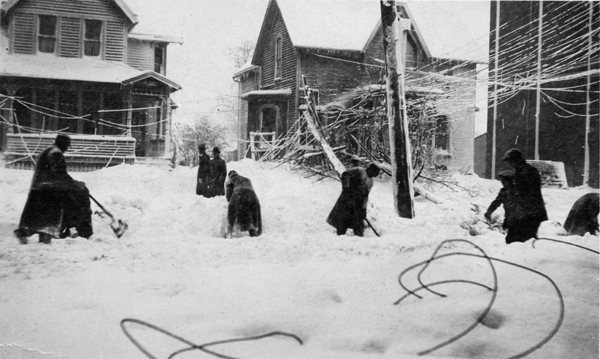
Cleveland nach dem Blizzard

Die damals bekannten Stürme in der Region mit solcher Stärke und solch hohen Windgeschwindigkeiten haben nicht länger als vier oder fünf Stunden angedauert. Dieser Sturm jedoch wütete mehr als 16 Stunden lang mit einer durchschnittlichen Windgeschwindigkeit von mehr als 100 km/h und erreicht in Böen mehr als 110 km/h. Er brachte den Verkehr auf den Seen und im Umland der Großen Seen zum Erliegen.

### Küstenumland

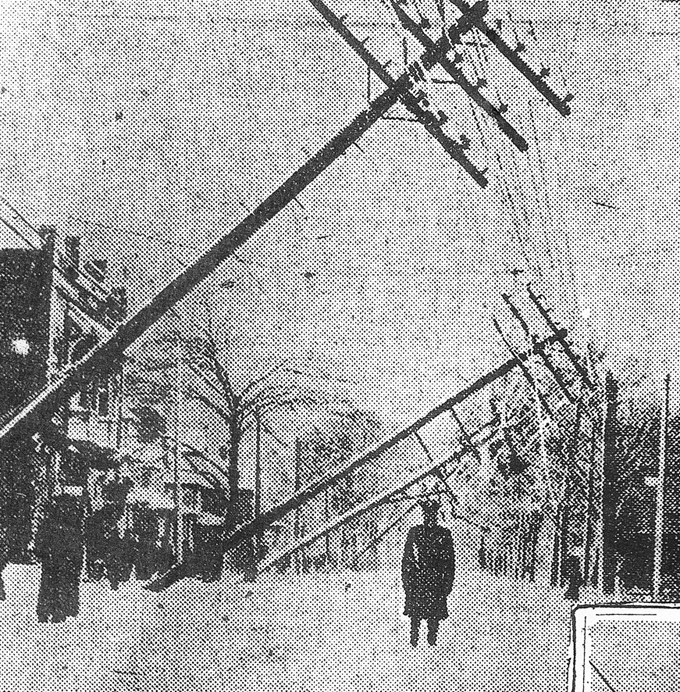
East 105th Street in Cleveland

Entlang der Uferlinie unterbrachen Blizzarde den Verkehr und die Kommunikationsverbindungen und verursachten Sachschäden in Höhe von mehreren Tausend Dollar. Der Schneefall, der sich in Cleveland insgesamt auf 56 cm belief, sorgte dafür, dass Geschäfte zwei Tage geschlossen bleiben mussten. Schneeverwehungen von zwei Metern Höhe waren verbreitet um den Huronsee herum zu finden, und die Stromverbindung war in weiten Teilen Michigans und Ontarios für mehrere Tage unterbrochen; ausgefallen sind auch viele Telefon- und Telegraphieverbindungen. Eine erst kurze Zeit zuvor für 100.000 US-Dollar fertiggestellte Mole in Chicago, die den dortigen Lincoln Park vor Stürmen schützen sollte, wurde innerhalb weniger Stunden zerstört. Am Hafen von Milwaukee ging die gesamte Mole an der Südseite und ein Großteil des benachbarten South Park verloren, der erst kurz zuvor erneuert worden war.
Nach dem Ende der Schneestürme in Cleveland, blieb die Stadt über Tage hinweg paralysiert, weil sie hoch mit Eis und Schnee bedeckt war. Telefonmasten waren gebrochen und viele Stromleitungen gerissen und bildeten ein gefährliches Knäuel. Der Cleveland Plain Dealer schrieb am 11. November 1913:

“Cleveland lay in white and mighty solitude, mute and deaf to the outside world, a city of lonesome snowiness, storm-swept from end to end, when the violence of the two-day blizzard lessened late yesterday afternoon.”

„Cleveland lag in weißer und mächtiger Ödnis, still und taub in bezug auf die Außenwelt, eine Stadt einsamer Verschneiung, sturmüberspült von einem Ende zum anderen, als die Gewalt des zweitägigen Blizzards gestern nachmittag zu einem Ende kam“

William H. Alexander, der damalige Chefmeteorologe des Weather Bureaus in Cleveland, stellte fest:

“Take it all in all–the depth of the snowfall, the tremendous wind, the amount of damage done and the total unpreparedness of the people–I think it is safe to say that the present storm is the worst experienced in Cleveland during the whole forty-three years the Weather Bureau has been established in the city.”

„Nimmt man alles in allem – die Tiefe des gefallenen Schnees, die enormen Winde, die Summe des verursachten Schadens und die völlige Unvorbereitetheit der Menschen – denke ich, kann man sicher sagen, dass der gegenwärtige Sturm der schlimmste ist, den man in Cleveland in den ganzen 43 Jahren seit der Gründung des Weather Bureaus in der Stadt erlebt hat“

### Auf den Seen

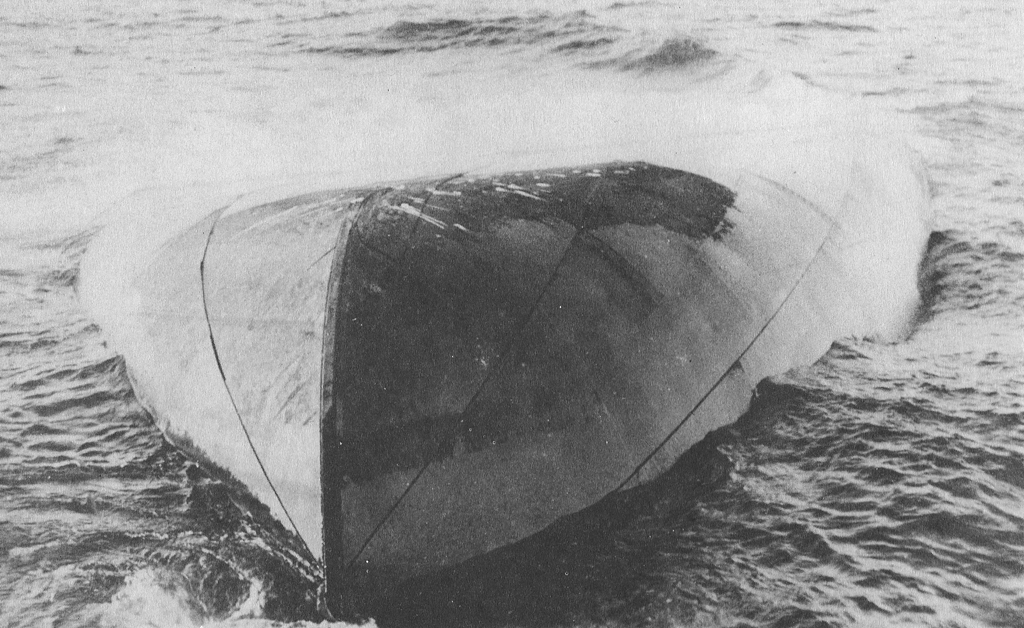
Das 504 Fuß (154 m) lange Schiff Charles S. Price, kieloben am südlichen Ende des Huronsees

Der größte Schaden entstand jedoch auf dem Wasser. Mit Ausnahme des Ontariosees gingen auf allen großen Seen Schiffe unter, wobei der Süden und Westen des Huronsees einen Schwerpunkt darstellten. Kapitäne berichteten von mindestens 35 Fuß (rund 11 m) hohen Wellen, die jedoch eine kürzere Wellenlänge als bei Orkanen üblich hatten und schneller aufeinander folgten, häufig drei direkt hintereinander. Es wurde auch gesagt, dass der Wind häufig aus einer anderen Richtung kam als die Wellen. Dies war das Ergebnis der zyklonischen Bewegung des Sturmes, einem Phänomen, das auf den Großen Seen eher selten ist.
Es war am späten Nachmittag des 10. November, dass unweit des St. Clair River in Sichtweite von Huronia Beach am Westufer des Huronsees in Michigan ein zu dem Zeitpunkt unbekanntes Schiff kieloben treibend in etwa 20 m tiefem Wasser gesichtet wurde. Die Frage, um welches Schiff es sich hierbei handelt, entwickelte sich zum allgemeinen Interesse in der Region, täglich wurde darüber auf den Titelseiten der Zeitungen berichtet. Das Schiff sank schließlich, doch erst am Vormittag des 15. November, einem Samstag, wurde klar, dass es sich hierbei um die Charles S. Price handelte. Der Port Huron Times-Herald gab eine Sonderausgabe heraus, auf dessen Titelseite es hieß „BOAT IS PRICE – DIVER IS BAKER – SECRET KNOWN“. Milton Smith, der stellvertretende Maschinist, der sich im letzten Moment gegen die Teilnahme an der Fahrt entschieden hatte, half bei der Identifizierung der geborgenen Opfer.

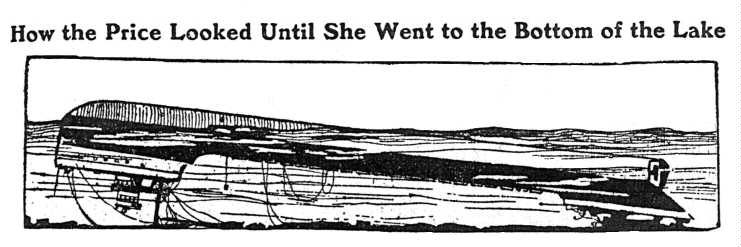
Künstlerische Darstellung der gekenterten Charles S. Price vor ihrem endgültigen Untergang

Der finanzielle Schaden durch die Naturkatastrophe belief sich in den Vereinigten Staaten auf 2.332.000 US-Dollar an verlorenen Schiffen, 830.900 US-Dollar für Schiffe, die abgewrackt werden mussten, 620.000 US-Dollar Sachschaden an Schiffen, die wieder instand gesetzt werden konnten, sowie etwa 1.000.000 US-Dollar an vernichteter Ladung. In dieser Rechnung sind finanzielle Schäden in den Küstenorten nicht enthalten.
Der Sturm hatte mehrere langfristige Auswirkungen. Beschwerden gegen das USDA Weather Bureau wegen mangelnder Vorbereitung führten zu verstärkten Bemühungen, genauere Wetterberichte zu erstellen sowie den Vorgang der Erstellung und Übermittlung von Sturmwarnungen zu beschleunigen. Kritik der Reedereien und Schiffsbauer führte zu einer Reihe von Konferenzen mit Versicherungen und Seeleuten, um beim Bau der Schiffe eine größere Stabilität und eine Verstärkung der Längsachse zu erreichen. In Cleveland, Ohio entschied die Stadtverwaltung unmittelbar nach dem Sturm, alle Versorgungskabel unterirdisch zu verlegen, auf den Hauptstraßen in Rohren. Dieses Projekt nahm fünf Jahre in Anspruch.

## Gesunkene Schiffe

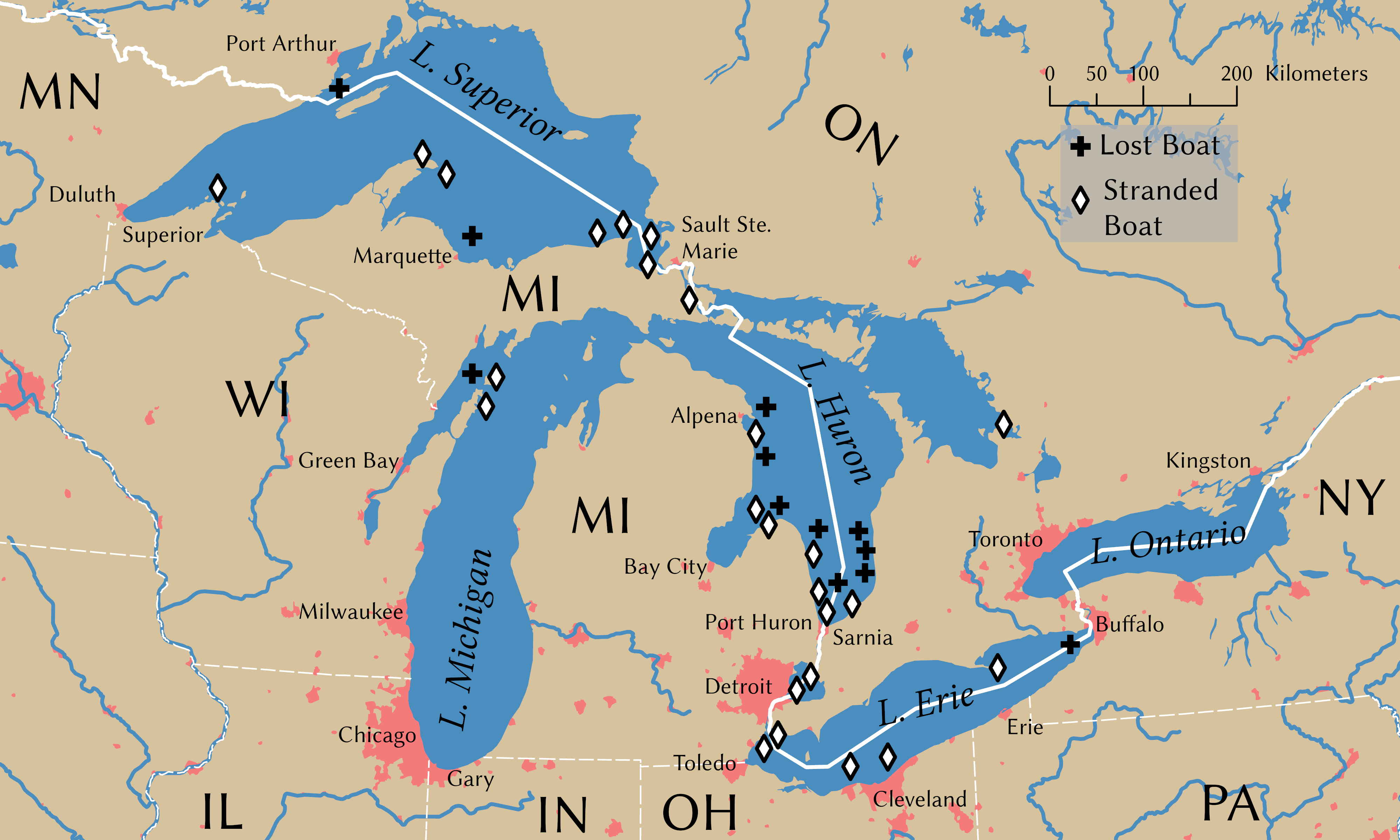
Darstellung der geographischen Verteilung der während des Sturmes gesunkenen Schiffe

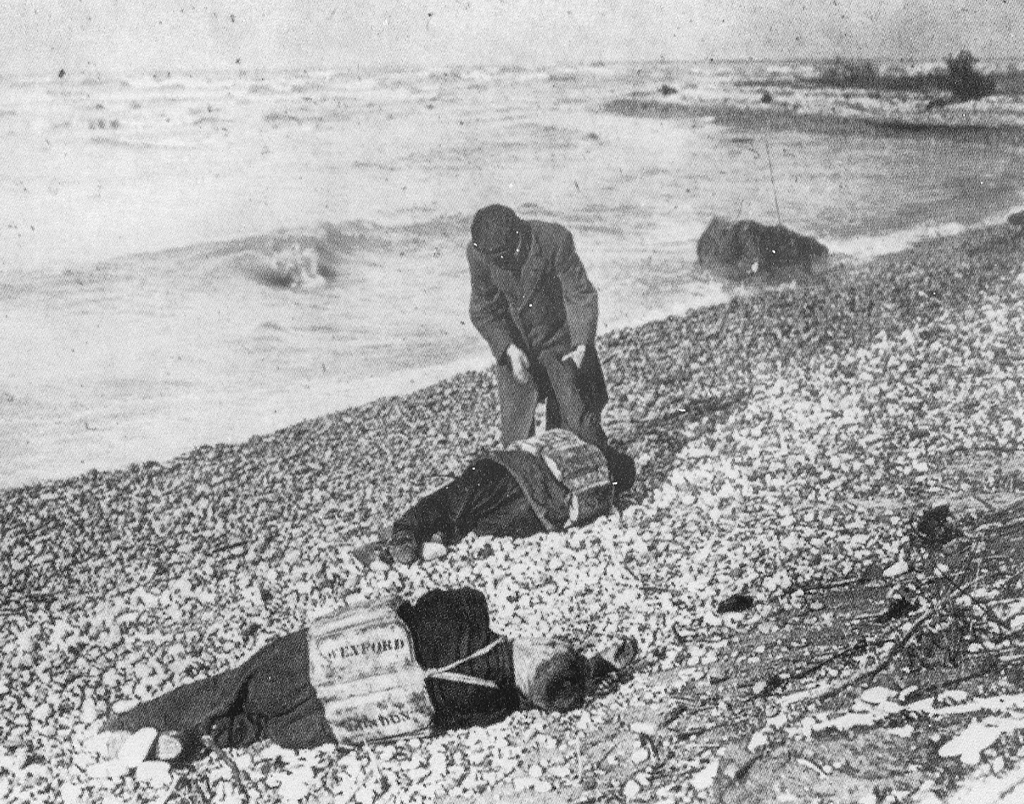
Leichen der Wexford, die bei Goderich, Ontario an Land gespült wurden.

Die folgende Liste nennt die Schiffe, die in dem Sturm sanken und deren gesamte Besatzung umkam. Die drei Ertrunkenen des Frachters William Nottingham, die mit einem Rettungsboot freiwillig das Schiff verließen, um Hilfe zu holen, sind nicht berücksichtigt. Die drei Männer wurden von einem Brecher erfasst, als das Rettungsboot zu Wasser gelassen wurde und dabei gegen die Schiffswand geschleudert wurde. Die drei Männer verschwanden spurlos in dem nahezu eiskalten Wasser. Insgesamt wurden die folgenden Verluste beim Untergang der Schiffe dokumentiert:
- Oberer See
  - Leafield, 18 Tote
  - Henry B. Smith, 25 Tote
- Michigansee
  - Plymouth, 7 Tote
- Huronsee
  - Argus, 28 Tote
  - James Carruthers, 22 Tote
  - Hydrus, 25 Tote
  - John A. McGean, 28 Tote
  - Charles S. Price, 28 Tote
  - Regina, 20 Tote
  - Isaac M. Scott, 28 Tote
  - Wexford, 20 Tote
- Eriesee
  - Feuerschiff LV 82, Buffalo, 6 Tote[30]

Von diesen zwölf im Sturm gesunkenen Schiffen wurden drei bisher nicht gefunden: Leafield, James C. Carruthers und Plymouth. Die Wexford wurde im Sommer 2000 entdeckt, die Henry B. Smith 2013 und die Hydrus 2015.